# Rio Chapare

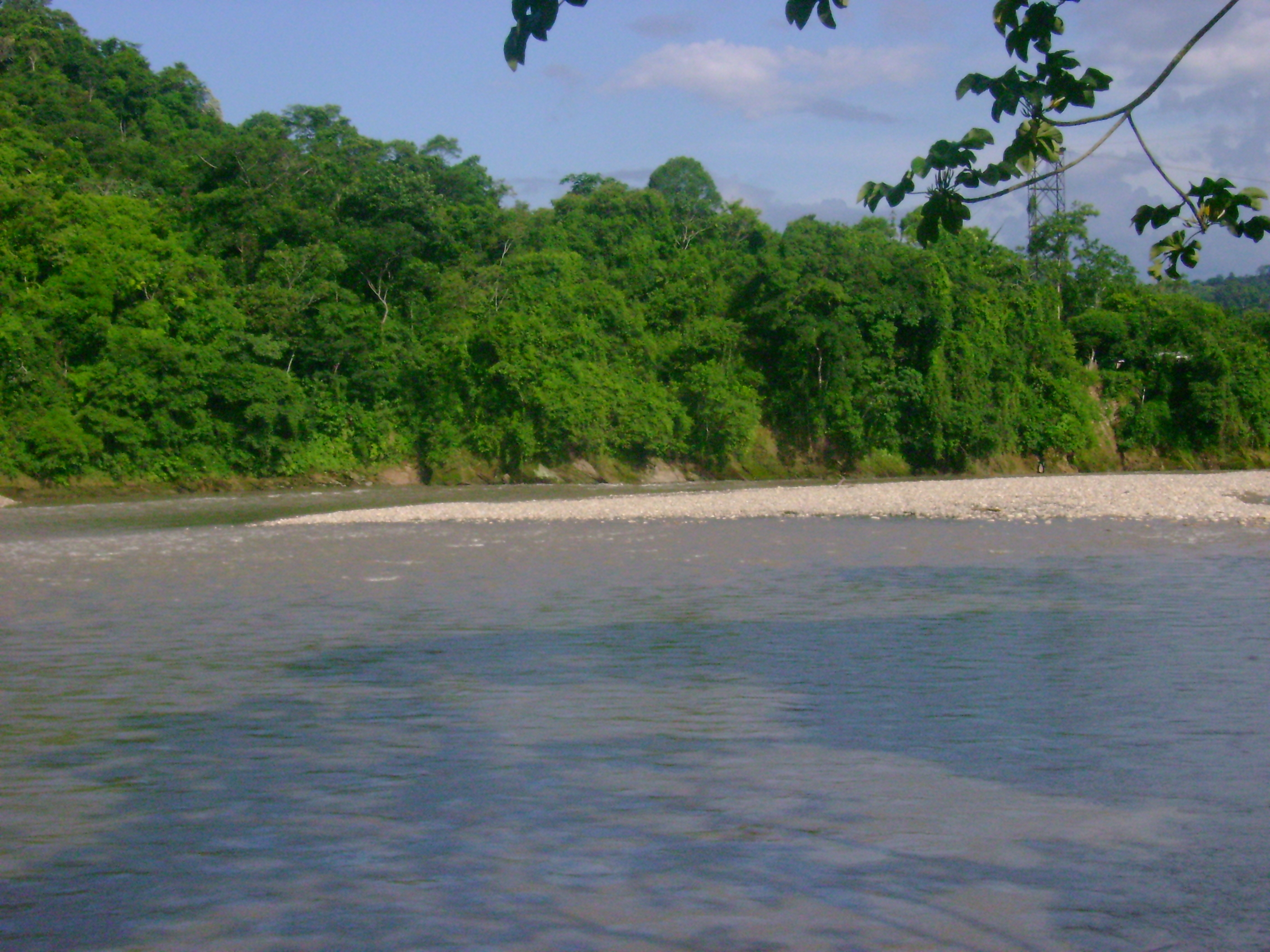
Vista do rio Chapare perto de Villa Tunari

O rio Chapare é um curso de água amazônico da Bolívia, afluente  do rio Mamoré. O rio situa-se no departamento de Cochabamba.

## Geografia
O rio Chapare nasce da união do rio Espírito Santo e do rio San Mateo, onde se encontra a localidade de Villa Tunari.
O rio Chapare fica na região denominada Chapare, da qual deriva seu nome. Esse rio se une com o rio Mamorecillo para formar o grande rio Mamoré.